# Hugh Cholmondeley, VI marchese di Cholmondeley
George Hugh Cholmondeley, VI Marchese di Cholmondeley, GCVO, MC (Londra, 24 aprile 1919 – Cheshire, 13 marzo 1990), designato Earl of Rocksavage dal 1960 fino al 1968, era un pari britannico e lord gran ciambellano d'Inghilterra tra il 1968 e il 1990.

## Biografia

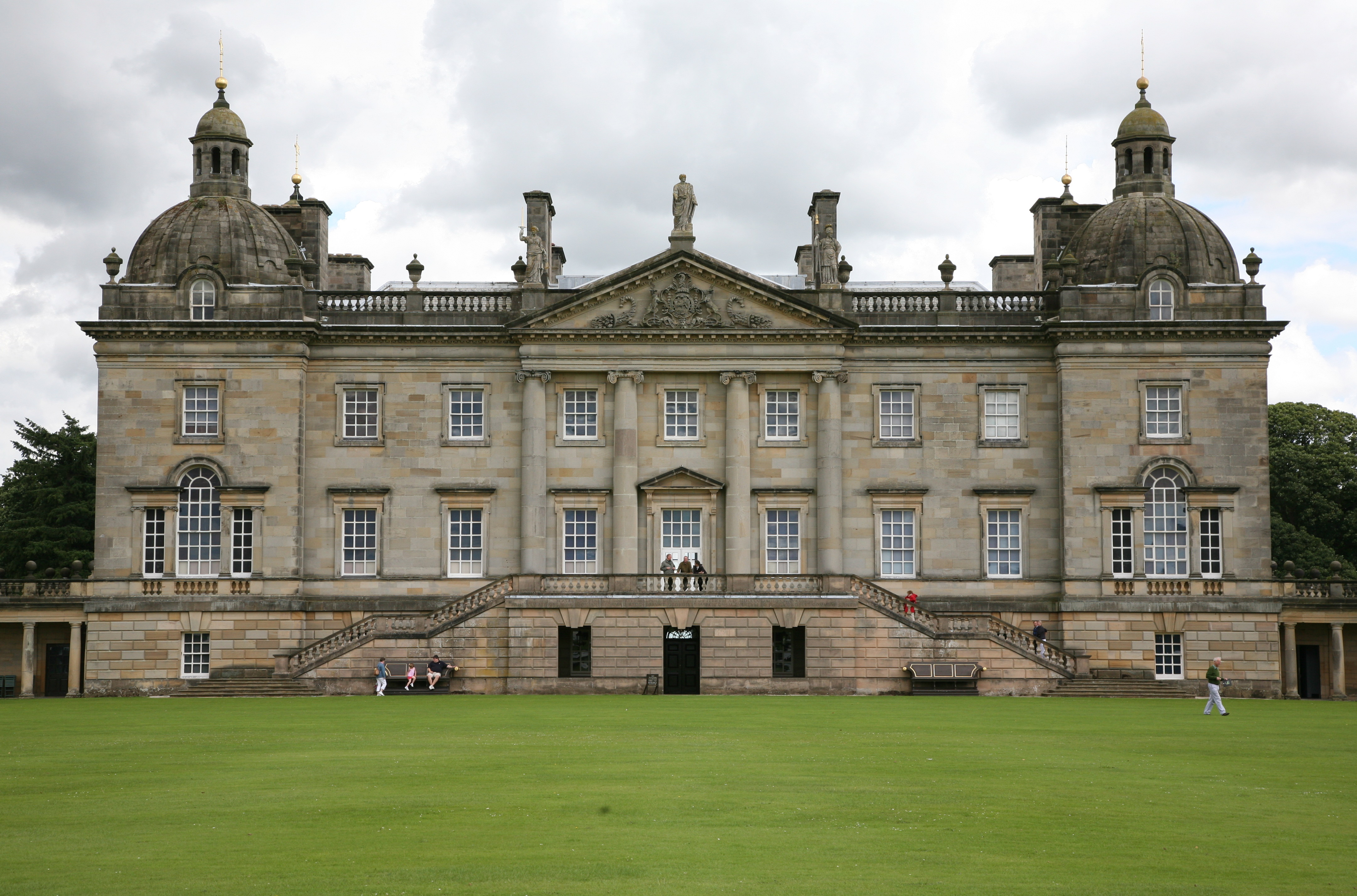
Houghton Hall, casa ancestrale dei Marchesi di Cholmondeley dalla creazione del titolo nel 1815, ha attualmente aperto alcune delle sue sale al pubblico.

Cholmondeley nacque nel 1919. Era discendente di Sir Robert Walpole, il primo Primo Ministro di Gran Bretagna. Egli era il figlio di George Cholmondeley, V marchese di Cholmondeley e Sybil Sassoon, membro alle famiglie dei Sassoon e Rothschild. Come il suo bis-bisnonno, il suo pro-prozio, il suo bisnonno, suo nonno, suo padre e suo figlio dopo di lui, lord Cholmondeley fu educato a Eton. Studiò al Magdalene College facente parte dell'Università di Cambridge.
Cholmondeley servì nell'esercito britannico, inizialmente nella Grenadier Guards e poi nei 1st Royal Dragoons. Durante la seconda guerra mondiale, egli entrò in azione in Medio Oriente, in Italia, in Francia e in Germania. Nel 1943, fu decorato della Military Cross (MC). Quando Cholmondeley si ritirò dall'esercito nel 1949, aveva raggiunto il grado di maggiore.
Nel 1968, alla morte di suo padre, gli succedette nel titolo di marchese di Cholmondeley e nelle sue vaste proprietà terriere.
Il marchese morì al castello di Cholmondeley nel 1990.

## Matrimonio e figli
Cholmondeley sposò Lavinia Margaret Leslie, figlia del Colonnello John Leslie, il 14 giugno 1947. I figli nati dal quel matrimonio sono:
- Rose Aline (nata il 20 marzo 1948).
- Margot Lavinia (nata il 27 gennaio 1950).
- Caroline Mary (nata il 10 aprile 1952).
- David George Philip, Earl of Rocksavage (nato il 27 giugno 1960).

Lavinia, la Marchesa Madre di Cholmondeley, di 92 anni, vive al Cholmondeley Castle.

## Ascendenza
|                                                  |                                 |                                             | Genitori                                        |  |  | Nonni |  |  | Bisnonni                              |  |  | Trisnonni                                          |  |
|                                                  |                                 |                                             |                                                 |  |  |       |  |  | Charles Cholmondeley, visconte Malpas |  |  | William Cholmondeley, III marchese di Cholmondeley |  |
|                                                  |                                 |                                             |                                                 |  |  |       |  |  | Charles Cholmondeley, visconte Malpas |  |  | William Cholmondeley, III marchese di Cholmondeley |  |
|                                                  |                                 | Marcia Emma Georgiana Arbuthnot             |                                                 |  |  |       |  |  | Charles Cholmondeley, visconte Malpas |  |  |                                                    |  |
| George Cholmondeley, IV marchese di Cholmondeley |                                 |                                             |                                                 |  |  |       |  |  | Charles Cholmondeley, visconte Malpas |  |  |                                                    |  |
|                                                  |                                 | Susan Dashwood                              | Sir George Dashwood, IV baronetto               |  |  |       |  |  |                                       |  |  |                                                    |  |
|                                                  |                                 | Susan Dashwood                              | Sir George Dashwood, IV baronetto               |  |  |       |  |  |                                       |  |  |                                                    |  |
|                                                  |                                 | Susan Dashwood                              | Sarah Marianne Rowley                           |  |  |       |  |  |                                       |  |  |                                                    |  |
| George Cholmondeley, V marchese di Cholmondeley  |                                 | Susan Dashwood                              |                                                 |  |  |       |  |  |                                       |  |  |                                                    |  |
|                                                  |                                 | Sir Robert Kingscote                        | Thomas Henry Kingscote                          |  |  |       |  |  |                                       |  |  |                                                    |  |
|                                                  |                                 | Sir Robert Kingscote                        | Thomas Henry Kingscote                          |  |  |       |  |  |                                       |  |  |                                                    |  |
|                                                  |                                 | Sir Robert Kingscote                        | Lady Isabella Somerset                          |  |  |       |  |  |                                       |  |  |                                                    |  |
| Winifred Ida Kingscote                           |                                 | Sir Robert Kingscote                        |                                                 |  |  |       |  |  |                                       |  |  |                                                    |  |
|                                                  |                                 | Lady Emily Curzon-Howe                      | Richard Curzon-Howe, I conte Howe               |  |  |       |  |  |                                       |  |  |                                                    |  |
|                                                  |                                 | Lady Emily Curzon-Howe                      | Richard Curzon-Howe, I conte Howe               |  |  |       |  |  |                                       |  |  |                                                    |  |
|                                                  |                                 | Lady Emily Curzon-Howe                      | Lady Harriet Georgiana Brudenell                |  |  |       |  |  |                                       |  |  |                                                    |  |
| Hugh Cholmondeley, VI marchese di Cholmondeley   |                                 | Lady Emily Curzon-Howe                      |                                                 |  |  |       |  |  |                                       |  |  |                                                    |  |
|                                                  | Sir Albert Sassoon, I baronetto | David Sassoon                               |                                                 |  |  |       |  |  |                                       |  |  |                                                    |  |
|                                                  | Sir Albert Sassoon, I baronetto | David Sassoon                               |                                                 |  |  |       |  |  |                                       |  |  |                                                    |  |
|                                                  | Sir Albert Sassoon, I baronetto | Hannah Joseph                               |                                                 |  |  |       |  |  |                                       |  |  |                                                    |  |
| Sir Edward Sassoon, II baronetto                 | Sir Albert Sassoon, I baronetto |                                             |                                                 |  |  |       |  |  |                                       |  |  |                                                    |  |
|                                                  |                                 | Hannah Moise                                | Meyer Moise                                     |  |  |       |  |  |                                       |  |  |                                                    |  |
|                                                  |                                 | Hannah Moise                                | Meyer Moise                                     |  |  |       |  |  |                                       |  |  |                                                    |  |
|                                                  |                                 | Hannah Moise                                | N. Solomon                                      |  |  |       |  |  |                                       |  |  |                                                    |  |
| Sybil Sassoon                                    |                                 | Hannah Moise                                |                                                 |  |  |       |  |  |                                       |  |  |                                                    |  |
|                                                  |                                 | Gustave de Rothschild, barone di Rothschild | James Mayer de Rothschild, barone di Rothschild |  |  |       |  |  |                                       |  |  |                                                    |  |
|                                                  |                                 | Gustave de Rothschild, barone di Rothschild | James Mayer de Rothschild, barone di Rothschild |  |  |       |  |  |                                       |  |  |                                                    |  |
|                                                  |                                 | Gustave de Rothschild, barone di Rothschild | Betty von Rothschild                            |  |  |       |  |  |                                       |  |  |                                                    |  |
| Aline Caroline de Rothschild                     |                                 | Gustave de Rothschild, barone di Rothschild |                                                 |  |  |       |  |  |                                       |  |  |                                                    |  |
|                                                  |                                 | Cécile Anspach                              | Philippe Léon Anspach                           |  |  |       |  |  |                                       |  |  |                                                    |  |
|                                                  |                                 | Cécile Anspach                              | Philippe Léon Anspach                           |  |  |       |  |  |                                       |  |  |                                                    |  |
|                                                  |                                 | Cécile Anspach                              | Adèle Dreyfus                                   |  |  |       |  |  |                                       |  |  |                                                    |  |
|                                                  |                                 | Cécile Anspach                              |                                                 |  |  |       |  |  |                                       |  |  |                                                    |  |

## Opere
- 1947 -- A day's march nearer home. Experiences with the Royals, 1939-1945. London : privately printed. OCLC 57035942